# Luzula lactea
Luzula lactea é uma espécie de planta com flor pertencente à família Juncaceae. É uma espécie hemicriptófita, que ocorre em matos, terrenos incultos e em zonas rupícolas. Floresce entre os meses de Junho e Julho.
A autoridade científica da espécie é (Link) E. Mey., tendo sido publicada em Synopsis Luzularum 15. 1823.

## Portugal
Trata-se de uma espécie presente no território português, nomeadamente em Portugal Continental e possivelmente no Arquipélago dos Açores.
Em termos de naturalidade é endémica da Península Ibérica.

## Protecção
Não se encontra protegida por legislação portuguesa ou da Comunidade Europeia.

## Sinónimos
Segundo a Flora Digital de Portugal, apresenta os seguintes sinónimos:
- Juncus lacteus Link in Schrad.
- Juncus stoechadanthos Brot.
- Luzula lactea (Link) E. Mayer var. velutina (Lange) Willk.
- Luzula lactea (Link) E. Mayer var velutina (Lange) Willk. for. velutina Samp.
- Luzula velutina Lange

Segundo a Flora Ibérica, possui os seguintes sinónimos:
homotípicos
- Juncoides lactea (Link) Kuntze
- Juncus lacteus Link

heterotípicos
- Luzula brevifolia (Link ex Rostk.) Desv.
- Luzula brevifolia (Link ex Rostk.) Poir. in Lam.
- Juncus brevifolius Link ex Rostk.
- Luzula lactea f. velutina (Lange) Samp.
- Luzula lactea subsp. velutina (Lange) Nyman
- Luzula lactea var. velutina (Lange) Cout.
- Juncus stoechadanthos Brot.
- Luzula stolonifera Pourr. ex Lange in Willk. & Lange
- Luzula velutina Lange in Vidensk.

### Homónimos
- Luzula lactea E. H. Mayer